# Crt0

crt0 (также известный как c0) — набор стартовых подпрограмм, принудительно линкуемых в программу, написанную на Си. Crt0 выполняет инициализирующую работу, необходимую перед вызовом основной функции.

## Типы и использование
Crt0 обычно принимает форму объектного файла с именем crt0.o, часто написанного на языке ассемблера, который автоматически включается линковщиком в каждый скомпонованный им исполняемый файл.
crt0 содержит основные части библиотеки среды выполнения. Работа, которую он выполняет, зависит от компилятора, операционной системы и реализации стандартной библиотеки. Кроме работы по инициализации, которая требуется средой и набором инструментов, crt0 может выполнять и дополнительные операции, определенные программистом, такие как исполнение глобальных конструкторов C++ и функций языка Си, имеющие аттрибут ((constructor)).
«crt» означает «C runtime» («время выполнения Си»), а ноль подразумевает «самое начало». Однако, когда программы компилируются с помощью GCC, он также используется в отличных от Си языках. Альтернативные версии crt0 доступны для специальных сценариев использования; например, чтобы включить профилирование с помощью gprof, программы должны быть скомпилированы с gcrt0.

## Пример crt0.s
Этот пример предназначен только для Linux x86-64 с синтаксисом AT&T без актуальной среды выполнения Си.
```
.text

.globl
 
_start

_start:
                      
# _start — точка входа, известная компоновщику

  
xor
 
%ebp
,
 
%ebp
             
# эффективно RBP := 0, отмечаем конец стековых кадров

  
mov
 
(
%rsp
),
 
%edi
           
# получить argc из стека (неявно расширенный до 64 бит)

  
lea
 
8
(
%rsp
),
 
%rsi
          
# взять адрес argv из стека

  
lea
 
16
(
%rsp
,
%rdi
,
8
),
 
%rdx
  
# взять адрес envp из стека

  
xor
 
%eax
,
 
%eax
             
# по ABI и совместимость с icc

  
call
 
main
                  
# %edi, %rsi, %rdx — три аргумента (из которых первые два являются стандартными для языка Си) для main

  
mov
 
%eax
,
 
%edi
             
# перенести возврат main в первый аргумент _exit

  
xor
 
%eax
,
 
%eax
             
# по ABI и совместимость с icc

  
call
 
_exit
                 
# завершить программу

```